# 正明中学校・高等学校
正明中学校・高等学校（せいめいちゅうがっこう・こうとうがっこう）とは、かつて埼玉県所沢市に所在した私立中学校・高等学校。

## 概要
社会教育団体である修養団が母体であった。当時団長を務めていた平沼騏一郎が、大東亜共栄圏において中堅指導者として活躍する人材の育成を目指して設立した。平沼が一時期結成していた国本社の流れの一部を汲むともされる。校名は「正誼明道」の語に由来する。修養団生みの親である蓮沼門三を理事に、皇道主義者の中野八十八を校長に迎えて経営され、三健完了（精神、肉体、道義の健全）の健児を育成する母体となったが、戦後は連合国軍最高司令官総司令部による公職追放や修養団の財政難、立地の悪さなどによってその経営は苦境に陥った。追放された中野に代わり、新校長として学園を引き受けたのは騏一郎の養子の平沼恭四郎だったが、彼の方針によって正明中・高は他校との合併することとなり、学校法人紅陵大学（後の学校法人拓殖大学）の設置する紅陵高等学校（現・拓殖大学第一高等学校）に吸収されて廃校となった。

## 沿革
- 昭和15年（1940年） - 東京府北多摩郡東村山村と所沢町にまたがり、修養団の皇民道場が造成される。
- 昭和16年（1941年）11月 - 旧青山御所の一部建物であった共承閣を移築、また日東紡績から揚清館を贈られた。
- 昭和19年（1944年）4月 - 旧制正明中学校が皇民道場内に設立される。
- 昭和22年（1947年） - 修養団が公民道場（「皇民」より改称）を西武鉄道に売却。
- 昭和23年（1948年） - 学制改革により、新制中学校と高等学校に改編。
- 昭和25年（1950年） - 紅陵大学に吸収。同附属の紅陵高等学校と合併し、紅陵大学正明中学校・高等学校となる。
- 昭和27年（1952年） - 拓殖大学正明中学校・高等学校に改称。中学校の募集を停止。
- 昭和35年（1960年） - 拓殖大学第一中学校・高等学校に改称。中学校は昭和54年（1979年）に正式に廃止されるまで休校状態が続く。

## 校地
村山貯水池のほとりに校舎と寮を構え、全寮制教育を行っていたが、修養団の財政再建や学校の合併により、校地は西武鉄道に売却されることとなる。跡地には現在西武園ゆうえんちや西武園競輪場などが建つ。共承閣は少なくとも1987〜90年ごろまでは現存していた。揚清館は昭和59年（1984年）に取り壊されている。